# Gare de Sainte-Colombe-Septveilles
Pour les articles homonymes, voir Gare de Colombes (homonymie).
La gare de Sainte-Colombe-Septveilles est une halte ferroviaire française de la ligne de Longueville à Esternay, située sur le territoire de la commune de Sainte-Colombe, à proximité du lieu-dit « Septveilles le Bas », dans le département de Seine-et-Marne, en région Île-de-France.
C'est une halte de la Société nationale des chemins de fer français (SNCF), desservie par les trains du réseau Transilien Paris-Est (ligne P).

## Situation ferroviaire

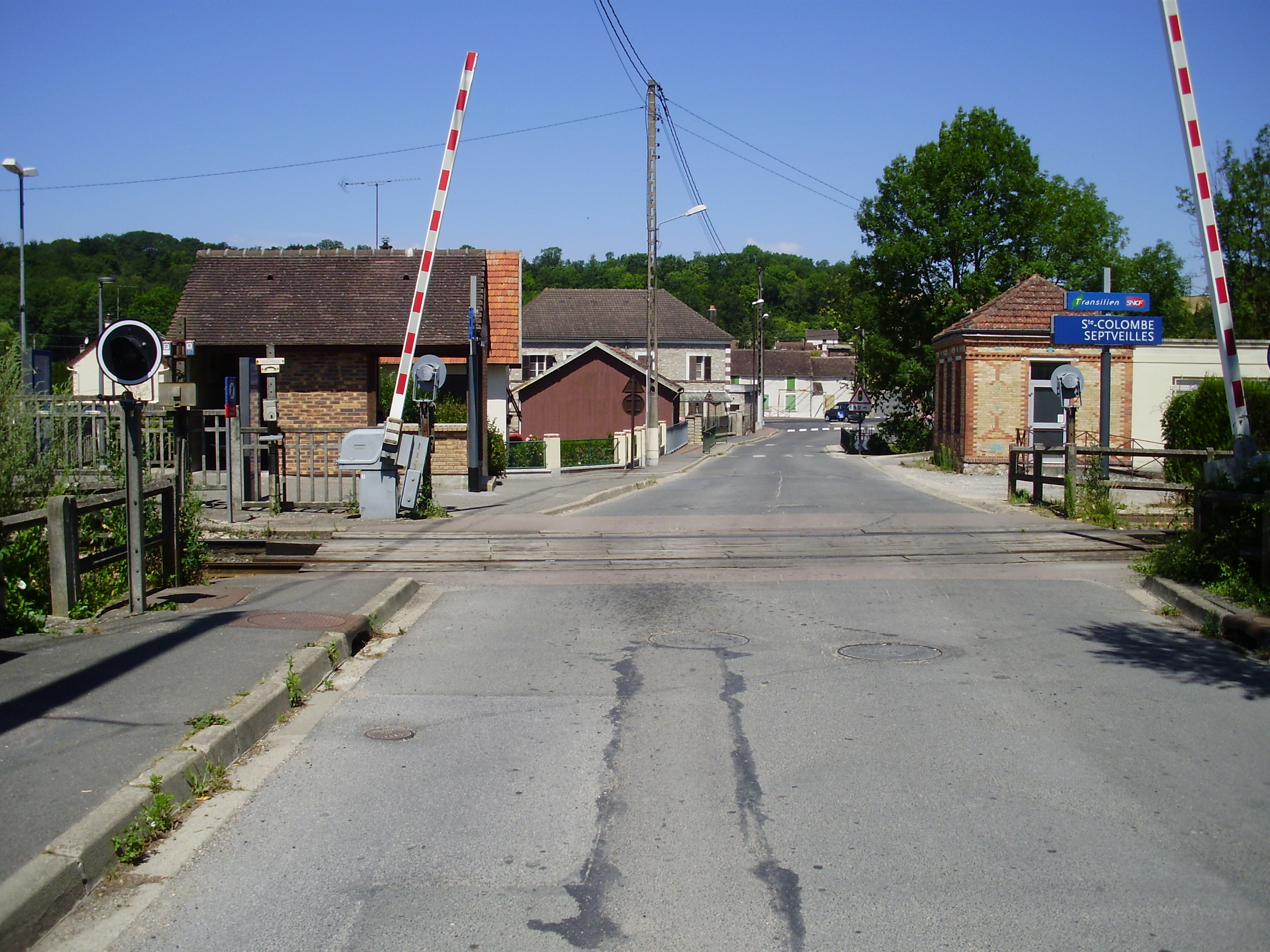
Vue du passage à niveau de Sainte-Colombe, près duquel se situe la halte.

La halte de Sainte-Colombe-Septveilles, établie à 78 m d'altitude, est située au point kilométrique (PK) 90,145 de la ligne de Longueville à Esternay, entre les gares de Longueville et de Champbenoist - Poigny.

## Histoire

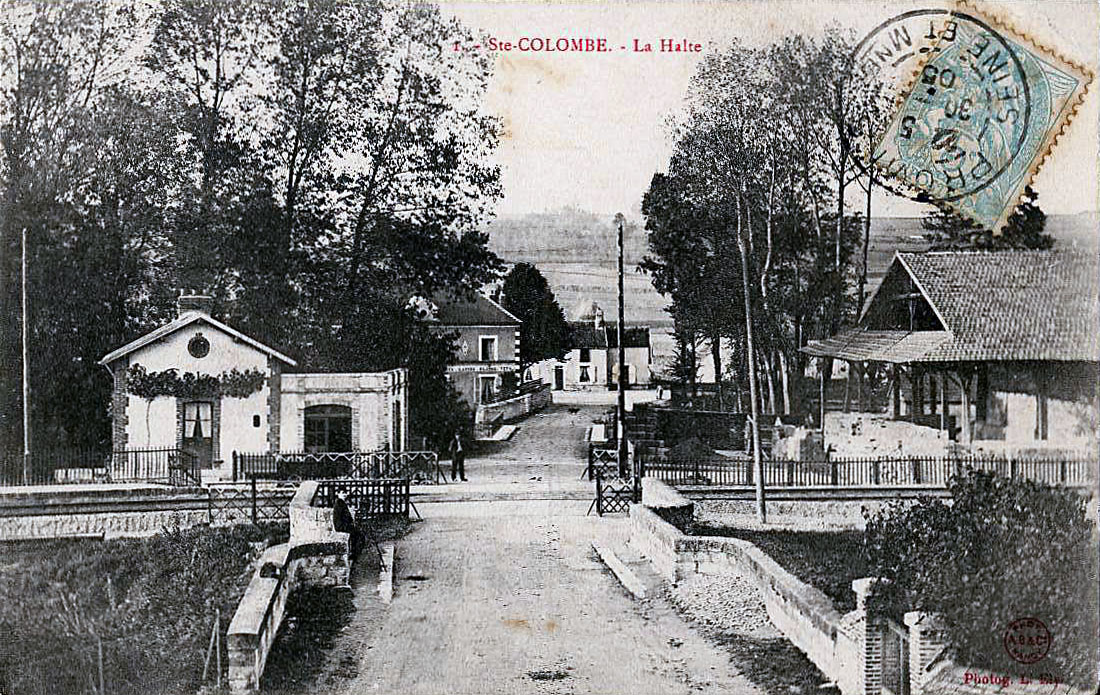
La halte, au début du XX.

La halte n'est qu'une maison de garde-barrière lors de la mise en service de l'embranchement de Longueville à Provins par la compagnie des chemins de fer de l'Est le 11 décembre 1858. En 1868, la halte était l'une des moins fréquentées de tout le réseau de l'Est avec seulement 504 billets vendus dans l'année. Elle se classait 331e sur 429 en termes de vente.
Le 12 décembre 1899, une décision ministérielle approuve le projet de construction d'un abri pour les voyageurs à l'arrêt, pour trains légers, de Sainte-Colombe. En 1900, l'ingénieur en chef chargé du contrôle de l'exploitation signale que les travaux sont en cours. En août 1901 l'abri est opérationnel, les travaux de construction sont terminés.
En 1911, des grilles horaires indiquent une desserte par les lignes Provins - Longueville et Provins - Paris. En 1912, le conseil général constatant une augmentation continue du trafic de la halte, adopte le vœu, proposé par le conseil d'arrondissement, d'élever la halte au rang d'une station permettant l'enregistrement des bagages.
En 1972, la gare manqua de fermer en raison d'un trop faible trafic pour passer à un transfert sur route de la desserte.
En 2017, la SNCF estime la fréquentation annuelle de cette gare à 124 206 voyageurs, contre 124 211 en 2016.

## Service des voyageurs

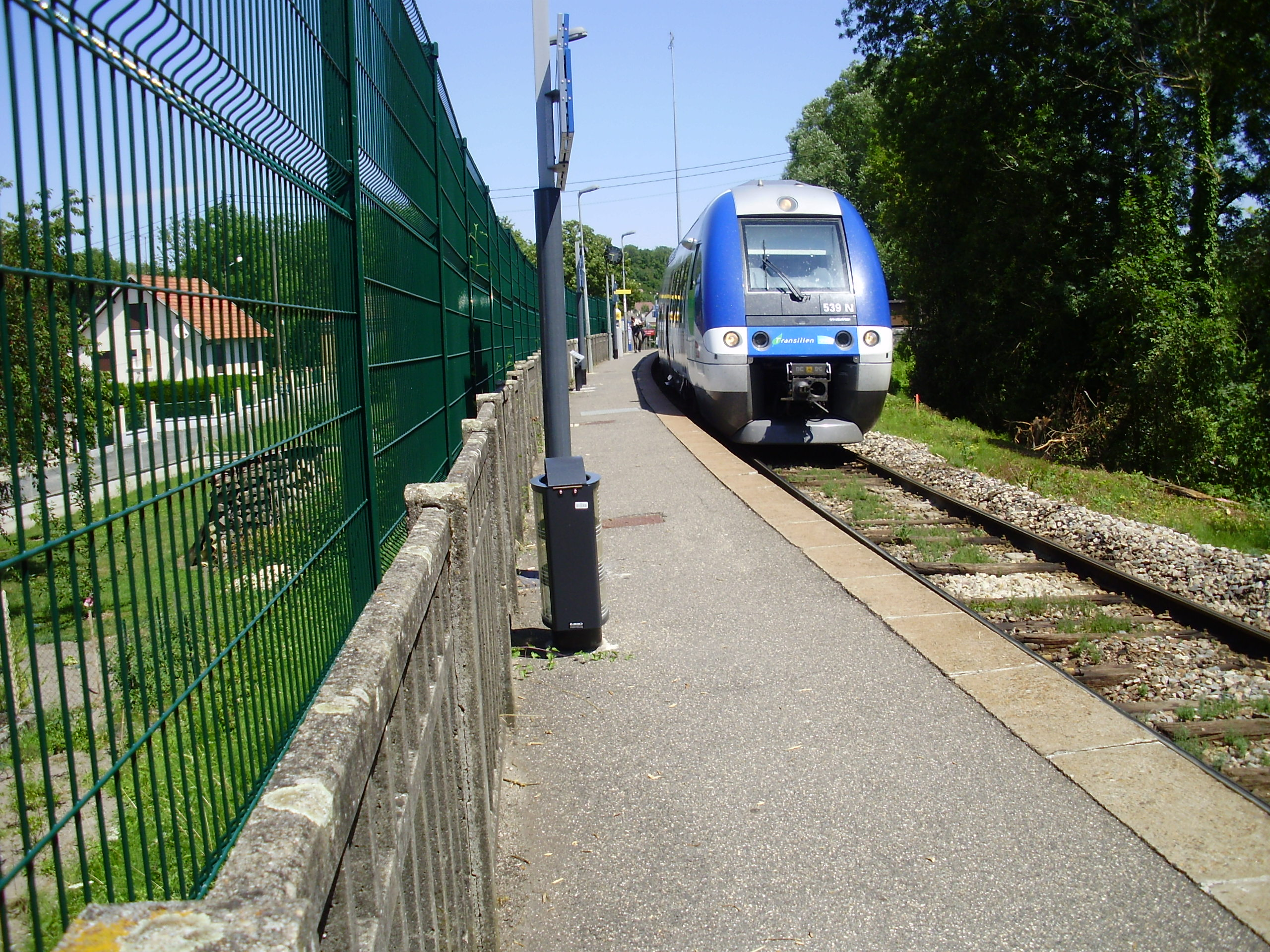
Rame en provenance de Provins et à destination de Paris-Est.

### Accueil
Halte SNCF à entrée libre, elle offre le minimum d'équipement des arrêts du réseau Transilien avec, notamment, un abri et un automate pour la vente des titres de transport Transilien.

### Desserte
La gare est desservie par des trains de la ligne P du Transilien (réseau Paris-Est).

### Intermodalité
La gare est desservie par les lignes 3210, 3217, 3219 et Express 7 du réseau de bus Provinois - Brie et Seine.

## Projets
Un projet d'électrification entre la gare de Longueville et la gare de Provins est prévu pour les objectifs de service 2015 - 2030 de la SNCF. La ligne serait électrifiée avec la partie Gretz-Armainvilliers - Troyes de la ligne Paris - Mulhouse. Cette opération est inscrite partiellement aux CPER des régions Champagne-Ardenne et Île-de-France. Les objectifs de ce projet sont la modernisation et l'amélioration de la qualité de l’offre sur les relations Paris – Provins (et Paris – Troyes).
La SNCF compte aussi installer des écrans du système d'informations Infogare de la gare de Verneuil-l'Étang à la gare de Provins ainsi que dans l'ensemble des gares Transilien P.

### Iconographie
- Carte postale ancienne du début des années 1900 : Sainte-Colombe - La Halte, Photog. L. Ely, dessinateur (la halte est établie dans la maison du garde-barrière à côté du passage à niveau).